# 二叶舌唇兰
二叶舌唇兰（学名：Platanthera chlorantha），为兰科舌唇兰属下的一个植物种。